# فهرست مدال‌آوران المپیک در فوتبال
این مقاله فهرست مدال‌آوران المپیک در فوتبال در دو بخش مردان و زنان است.

## مردان
| بازی‌ها                                 | طلا | نقره | برنز |
| 1896 Athens                            | not included in the Olympic program | not included in the Olympic program | not included in the Olympic program |
| فوتبال در بازی‌های المپیک تابستانی ۱۹۰۰ | بریتانیای کبیر (GBR) · جیمز جونز · کلود باکنهام · ویلیام گوزلینگ · آلفرد چاک · تی. ئی باریج · ویلیام کواش · ریچارد تارنر · اف.جی. اسپکمن · جان نیکولاس · جک زیلی · هنری هازلام | فرانسه (FRA) · پیر آلمان · لوئی بک · آلفرد بلوش · فرنان کنل · ار. دوپار · اوژن فریس · ویرژیل گیار · ژرژ گارنیه · رنه گرانجان · لوسین اوتو · مارسل لامبر · موریس ماکر · گستون پلتیه | تیم مختلط (ZZX) · آلبر دلبک · هنریک فون هکلوم (NED) · رائول کلکوم · مارسل لوبوت · لوسین لوندو · ارنست مورو ده ملن · ادموند نفس · ژرژ پلخیمس · آلفونس رنیه · امیل اسپانوگ · اریک تورنتون (GBR) |
| فوتبال در بازی‌های المپیک تابستانی ۱۹۰۴ | کانادا (CAN) · جورج داکر · جان فریزر · جان گورلی · الکساندر هال · آلبرت جانسون · رابرت لین · ارنست لینتون · گوردون مک‌دونالد · فردریک استیپ · تام تیلور · ویلیام توئتز · اوتو کریستمن · آلبرت هندرسون | ایالات متحده آمریکا (USA) · چارلز باترلیف · وارن بریتینگهام · اسکار بروکمایر · الکساندر کادمور · چارلز جنیوری · جان جنیوری · توماس جنیوری · ریموند لاولر · جو لایدن · لوئیس منگس · پیتر راتیکان | ایالات متحده آمریکا (USA) · جوزف بردی · جورج ادوین کوک · توماس کوک · کومریک کاسگرو · ادوارد دیرکز · مارتین دولینگ · فرانک فراست · کلود جیمسون · هنری جیمسون · جانسون · لئو اوکانل · هری تیت |
| فوتبال در بازی‌های المپیک تابستانی ۱۹۰۸ | بریتانیای کبیر (GBR) · هریس بیلی · آرتور بری · فردریک چپمن · والتر کوربت · هارولد هاردمن · رابرت هکس · کنیت هانت · هربرت اسمیت · هارولد استاپلی · کلاید پرونل · ویویان وودورد George Barlow · Albert Bell · رونالد بربنر · W. Crabtree · Walter Daffern · کریس پورتر · Albert Scothern                                                                                         | دانمارک (DEN) · پیتر ماریوس اندرسن · هارالد بور · چارلز بوک‌ولد · لودوی درشه · یوهانس گندیل · هارال هنسن · آگوست لینرن · کریستین میدلبو · نیلز میدبو · سوفوس نیلسن · اسکار نولن · بیون راسموسن · ویلهلم ولف‌هاگن Magnus Beck · Ødbert E. Bjarnholt · Knud Hansen · Einar Middelboe | هلند (NED) · رینیر بیوکس · فرانس ده بروین کوپس · کارل هیتینگ · یان کوک · بوک ده کورفر · میل مونت · لوئی اوتن · یوپس ریمان · ادو اسنتلاگه · ایتیه سول · یان تومی · کایوس ولکر Jan van den Berg · لو لا شپل · ویک گونسالفه · جون هینین · تون فن رنترخم |
| فوتبال در بازی‌های المپیک تابستانی ۱۹۱۲ | بریتانیای کبیر (GBR) · آرتور بری · رونالد بربنر · توماس بورن · جوزف دینز · تد هنری · گوردون هور · آرتور نایت · هنری لیتلوورت · ایوان شارپ · هارولد والدن · ویویان وودورد داگلاس مک‌وارتر · هارولد استامپر · گوردون رایت | دانمارک (DEN) · پاول برت · چارلز بوک‌ولد · یلما کریستوفرسن · هارال هنسن · سوفوس هنسن · ایوا لوگه · نیلز میدبو · سوفوس نیلسن · انتون اولسن · اکسل پیترسن · ویلهلم ولف‌هاگن امیل یوئنسن · اسکار نولن · پل نیلسن · اکسل توفسون سوند آگا کاستلا · لودوی درشه · Axel Dyrberg · Viggo Malmquist · کریستین مورویل                                                                            | هلند (NED) · نیکو بوفی · هوخ ده خروت · بوک ده کورفر · نیکو ده وولف · کونستانت فیت · یوست گوبل · دیرک لوتسی · سیسر تن کاته · یان فن بردا کلوف · یان فوس · داوید وینفلت پیت باومان · یوپ بوتمی · خه فورتخنس · یان فن در اسلویس |
| فوتبال در بازی‌های المپیک تابستانی ۱۹۲۰ | بلژیک (BEL) · فلیکس بالیو · دزیره باستین · متیو براگار · رابرت کوپی · ژان دی بای · آندره فیرنس · امیل هانس · ژرژ هبدین · لوئی فان هجه · آنری لارنو · ژوزف موش · فرنان نیسوت · آرماند سوارتنبروکس · اسکار وربیک | اسپانیا (ESP) · پاتریسیو آرابلاسا · ماریانو آراته · خوآن آرتولا · خوسه ماریا بلائوستره · سابینو بیلبائو · آگوستین ایساگیرره · رامون اکیاسابال · رامون خیل · دومینگو آسدو · سیلبریو ایساگیره · رافائل مونه‌رو آرنزادی · لوئیس اوترو · فرانسیسکو پاگاسائورتوندوآ · جوزپ سامیتیر · آگوستین سانچو · فلیکس سسوماگا · پدرو بایانو · خوآکین باسکس · ریکاردو زامورا                          | هلند (NED) · آری بیشار · لئو بوسخارت · ایفرت بولدر · یاپ بولدر · هری دنیس · یوپ فن دورت · بر خروسیوهان · فلیکس فن هیدن · فریتس کویپرس · دیک مک‌نیل · یان ده ناتریس · اسکار فن راپارد · هنک استیمان · بن فروی |
| فوتبال در بازی‌های المپیک تابستانی ۱۹۲۴ | اروگوئه (URU) · خوزه لئوناردو آندراده · پدرو آریسپه · پدرو سی · آلفردو گیرا · آندرس مازالی · خوزه نازاتسی · خوزه نایا · پدرو پترون · آنخل رومانو · هکتور اسکارونه · هومبرتو توماسینا · آنتونیو اوردیناران · سانتوس اوردینوران · خوزه ویدال · آلفردو زیبچی Pedro Casella · Luis Chiappara · Pedro Etchegoyen · زولیو سالدومباید · Pascual Somma · فرمین اوریارته · پدرو زینگونه | سوئیس (SUI) · مکس ابگلن · فلیکس بدوره · والتر دیتریش · کارل ایرنبولگر · پل فسلر · ادموند کرامر · آدولف منگوتی · آگوست اوبرهاوزر · رابرت پاش · آرون پولیتز · هانس پولور · رودولف رامزیر · آدولف ریموند · پل شمیدلین · پل اشتوتزنگر شارل بوویه · Gustav Gottenkieny · Jean Haag · Marcel Katz · Louis Richard · Teo Schär · والتر ویلر                                                | سوئد (SWE) · اکسل آلفردسون · شارلز برومسون · گوستاو کارلسون · آلبین دال · اسون فریبری · فریتجوف هیلن · کونراد هیرش · گونار هولمبری · پر کاوفلد · توره کلر · رودولف کوک · زیگفرید لیندبری · اسون لیندکویست · ایورت لوندکویست · استن ملگرن · اسون ریدل · هری سوندبری · تورستن سونسون کارل گوستاوسون · Vigor Lindberg · گونار اولسون · رابرت زاندر                                            |
| فوتبال در بازی‌های المپیک تابستانی ۱۹۲۸ | اروگوئه (URU) · خوزه لئوناردو آندراده · پدرو آریسپه · خوان آرمون · رنه بورخاس · آنتونیو کامپولو · آدمار کاناوسی · هکتور کاسترو · پدرو سی · لورنزو فرناندز · روبرتو فیگوروا · آلوارو جستیدو · آندرس مازالی · خوزه نازاتسی · پدرو پترون · خوان پیریز · هکتور اسکارونه · سانتوس اوردینوران پرگرینو آنسلمو · Venancio Bartibas · Fausto Batignani · آنخل ملوگنو · دومینگو تهرا ·   | آرژانتین (ARG) · لودوویکو بیدویو · آنجل بوسیو · سائول کالاندرا · آلفردو کاریکابری · روبرتو چرو · اکتاویو دیاس · خوان اواریستو · مانوئل فریرا · انریکه گاینزاراین · آنخل مدیچی · لویس مونتی · رودولفو اورلاندینی · رایموندو اورسی · فرناندو پتناستر · فلیسیانو پردوکا · دومینگو تراسکونی Alfredo Helman · سگوندو لونا · پدرو اوچوا · ناتالیو پرینتی · لوییس ویمولر · آدولفو زوملزو · | ایتالیا (ITA) · آدولفو بالونچری · الویو بانکرو · دلفو بلینی · فولویو برناردینی · اومبرتو کالیجاریس · جانپیرو کامبی · جووانی د پرا · پیترو جنووسی · آنتونیو یانی · ویرجیلیو فلیچ لئوراتو · ماریو مانیوتسی · سیلویو پیتروبونی · آلفردو پیتو · انریکو ریوولتا · ویرجینیو روستا · جینو روستی · آنجلو سکیاویو والنتینو دگانی · آتیلیو فرراریس · فلیچه گاسپری · پیترو پاستوره · آندره‌آ ویویانو · |
| 1932 Los Angeles                       | not included in the Olympic program | not included in the Olympic program | not included in the Olympic program |
| فوتبال در بازی‌های المپیک تابستانی ۱۹۳۶ | ایتالیا (ITA) · جوزپه بالدو · سرجو برتونی · کارلو بیاجی · جولیو کاپلی · آلفردو فونی · آنیباله فروسی · فرانچسکو گابریوتی · اوجو لوکاتلی · لیبرو مارکینی · آلفونسو نریو · آکیله پیکچنی · پیترو راوا · لوئیجی سکارابلو · برونو ونتورینی | اتریش (AUT) · فرانتس فوکسبرگر · مکس هوفمایستر · ادوارد کاینبرگر · کارل کاینبرگر · مارتین کارگل · یوزف کیتزمولر · آنتون کرن · ارنست کونتس · آدولف لاودون · فرانتس ماندل · کلمنت اشتاینمتز · کارل والمولر · والتر ورگینتس | نروژ (NOR) · آرنه بروستا · نیلس اریکسن · اود فرانتسن · اسوره هانسن · رولف هولمبرگ · اویوین هولمسن · فردریک هورن · ماگنار ایساکسن · هنری یوهانسن · یورگن یووه · ریدر کوامن · آلف مارتینسن · ماگدالون مونسن · فریتیوف اولبرگ |
| فوتبال در بازی‌های المپیک تابستانی ۱۹۴۸ | سوئد (SWE) · تورستن لیندبری · کاله اسونسون · نوت نوردال · اریک نیلسون · بیریر روسنگرین · برتیل نوردال · سونه آندرشون · گونار گرن · گونار نوردال · هنری کارلسون · نیلس لیدهولم · بوریه لیاندر | یوگسلاوی (YUG) · فرانیو شوشتاریچ · میروسلاو بروزوویچ · برانکو استانکوویچ · زلاتکو چایکوفسکی · میودراگ یوانوویچ · الکساندر آتاناکوویچ · پرووسلاو میهایلوویچ · رایکو میتیچ · فرانیو ولفل · استیه‌پان بوبک · ژلیکو چایکوفسکی · کوستا توماشویچ · لیوبومیر لوریچ · ازوونیمیر تسیمرمانچیچ · برنارد ووکاس                                                                                   | دانمارک (DEN) · یان هانسن · کارل اوگه هانسن · ایوان ینسن · ویگو ینسن · کنود لوندبرگ · ایگیل نیلسن · کنود بورگ اورگارد · اکسل پیلمارک · یوهانس پلوگر · کارل اوگه پرست · هولگر سیبک · یورن لسلی سورنسن · دیون اورنوولد · کنود باستروپ-بیرک · هانس کولبرگ · ادوین هانسن · یورن واگنر هانسن · اریک کولد ینسن · اووه ینسن · پر کنودسن · پل پترسن · ارلینگ سورنسن                                |
| فوتبال در بازی‌های المپیک تابستانی ۱۹۵۲ | مجارستان (HUN) · دیولا گروشیچ · ینو دالنوکی · میهای لانتوش · ایمره کواچ · دیولا لورانت · یوژف بوژیک · لاسلو بودائی · شاندور کوچیش · ناندور هیدگ‌کوتی · فرانس پوشکاش · زولتان تسیبور · ینو بوزانسکی · یوژف زاکاریاش · لایوش چورداش · پیتر پالوتاش | یوگسلاوی (YUG) · ولادیمیر بیرا · برانکو استانکوویچ · تومیسلاو کرنکوویچ · زلاتکو چایکوفسکی · ایویکا هوروات · وویادین بوشکوف · تیهومیر اوگنیانوف · رایکو میتیچ · برنارد ووکاس · استیه‌پان بوبک · برانکو زبتس | سوئد (SWE) · کاله اسونسون · لنارت ساموئلسون · اریک نیلسون · هولگر هانسون · بنگت گوستاوسون · یوستا لیند · سیلوه بنگستون · یوستا لوفگرین · اینگوار ریدل · اونگوه برود · گوستا ساندربری · اوله اولوند |
| فوتبال در بازی‌های المپیک تابستانی ۱۹۵۶ | اتحاد شوروی (URS) · لو یاشین · نیکولای تیشچنکو · میخائیل اوگونکوف · الکسی پارامونوف · آناتولی باشاشکین · ایگور نتو · بوریس تاتوشین · آناتولی ایسایف · ادوارد استرلتسوف · والنتین کوزمیچ ایوانوف · ولادیمیر ریژکین · بوریس کوزنتسوف · یوژف بتسا · سرگی سالنیکوف · بوریس رازینسکی · آناتولی ماسلیونکین · آناتولی ایلیین · نیکیتا سیمونیان                                        | یوگسلاوی (YUG) · پیتر رادنکوویچ · ملادن کوشچاک · نیکولا رادوویچ · ایوان شانتک · لیوبیشا اسپاییچ · دوبروساو کرستیچ · دراگوسلاو شکولاراتس · زلاتکو پاپتس · ساوا آنتیچ · زلاتکو وسلینوویچ · محمد موییچ · بلاگویه ویدینیچ · ابراهیم بیوگرادلیچ · لوکا لیپوشینوویچ | بلغارستان (BUL) · استفان بوژکوف · گئورگی نایدنوف · کیریل راکاروف · مانول مانولوف · نیکولا کوواچف · پانایوت پانایاتوف · ایوان پتکوف کولیف · کرون یانف · گارویل استویانوف · تودور دیف · یوردان یوسیفوف · گئورگی دیمیتروف · میلچو گورانوف · دیمیتری میلانوف |
| فوتبال در بازی‌های المپیک تابستانی ۱۹۶۰ | یوگسلاوی (YUG) · آندریا آنکوویچ · ولادیمیر دورکوویچ · میلان گالیچ · فخرالدین یوسفی · تومیسلاو کنز · بورا کوستیچ · الکساندر کوزلینا · دوشان ماراویچ · ژلکو ماتوش · ژلیکو پروشیچ · نوواک روگانوویچ · ولیمیر سومبولاتس · میلوتین شوشکیچ · سیلوستر تاکاچ · بلاگویه ویدینیچ · آنته ژاننیچ                                                                                           | دانمارک (DEN) · پل اندرسن · جان دنیلسن · هنین اینوکسن · هنری فرام · بنت هنسن · پل ینسن · هانس کریستین نیلسن · هارالد نیلسن · فلمین نیلسن · پل پیدرسن · یوئن سوئنسن · تامی ترولسن · Erik Gaardhøje · Jørgen Hansen · Henning Helbrandt · Bent Krog · Erling Linde Larsen · پل مایا · Finn Sterobo                                                                                    | مجارستان (HUN) · فلوریان آلبرت · ینو دالنوکی · زولتان دوداش · یانوش دونایی · لایوش فاراگو · یانوش گوروچ · فرنتس کوواچ · دژو نواک · پال اوروس · László Pál · تیبور پال · دیولا راکوسی · ایمره ساتوری · ارنو شولیموشی · گابور توروک · پال وارهیدی · اسکار ویلژال |
| فوتبال در بازی‌های المپیک تابستانی ۱۹۶۴ | مجارستان (HUN) · فرنک بنه · تیبور چرنایی · یانوش فارکاش · یوژف گلیی · کالمان ایهاس · ساندور کاتونا · ایمره کومورا · فرنتس نوگرادی · دژو نواک · آرپاد اوربان · کاروی پالوتایی · آنتال سنتمیهایی · گوستاو سپاشی · زولتان وارگا | چکسلواکی (TCH) · یان بروموفسکی · لودوویت کوتلر · یان گلتا · فرانتیشک کنبورت · کارل کنسل · کارل لیختنگل · وویتخ ماسنی · اشتفان ماتلاک · ایوان مراز · کارل نپوموسکی · زدنک پیچمان · فرانتیشک شموکر · آنتون شوایلن · آنتون اوربان · فرانتیشک والوشک · یوزف وویتا · ولادیمیر وایس | تیم متحد آلمان (EUA) · گرد باکهاوس · وولفگانگ بارتلس · برند باخ‌اشپیس · گرهارد کورنر · اوتو فرسدورف · هنینگ فرنتسل · دیتر انگلهارت · هربرت پانکاو · مانفرد گایسلر · یورگن هاینش · کلاوس لیسویچ · یورگن نولدنر · پیتر روک · کلاوس-دیتر زیفلت · هرمان اشوکر · ورنر اونگر · کلاوس اوربانسژیک · ابرهارد فوگل · مانفرد والتر · هورشت وایگانگ                                                     |
| فوتبال در بازی‌های المپیک تابستانی ۱۹۶۸ | مجارستان (HUN) · ایشتوان بشتی · آنتال دونایی · لایوش دونایی · ارنو نوشکو · دژو نواک · کاروی فاتر · لاسلو فازکاش · ایشتوان یوهاس · لاسلو کگلوویچ · لایوش کوچیش · ایوان منسل · لاسلو نادی · میکلوش پانچیچ · ایشتوان سارکوزی · لایوش سوچ · زولتان سارکا · میکلوش سالایی | بلغارستان (BUL) · استویان یاردانوف · آتاناس گروف · گئورگی هریستاکیف · میلکو گایدارسکی · کیریل ایوکوف · ایوایلو گئورگیف · اسوتان دیمیتروف · اوگنی یانچوفسکی · پیتر ژخوف · آتاناس میهایلوف · آسپارو نیکودیموف · کیریل استانکوف · گئورگی اسوتکوف · تودور کراستف · یانچو دیمیتروف · ایوان زافیروف · میخائیل گیونین · گئورگی واسیلف                                                      | ژاپن (JPN) · کنزو یوکویاما · هیروشی کاتایاما · ماساکاتسو میاموتو · یوشیتادا یاماگوچی · میتسوو کاماتا · ریوزو سوزوکی · کی‌یوشی تومیزاوا · تاکاجی موری · آریتاتسو اوگی · ایزو یوگوچی · شیگئو یائگاشی · تروکی مییاموتو · ماساشی واتانابه · یاسویوکی کوواهارا · کونیشیگه کاماموتو · ایکوو ماتسوموتو · ریویچی سوگی‌یاما · ماساهیرو هامازاکی ·                                                     |
| فوتبال در بازی‌های المپیک تابستانی ۱۹۷۲ | لهستان (POL) · هوبرت کوستکا · زبیگنیف گوت · یرژی گورگون · زیگمونت آنچوک · لسواو چمیکیویچ · زیگمونت ماشچک · یرژی کراسکا · کازیمیرز دینا · زیگفرید شوتیشیک · ووجیمش لوبانسکی · روبرت گادوخا · ریشارد شیمچاک · آنتونی شیمانوفسکی · یواخیم مارکس · گژگوش لاتو · ماریان اوستافینسکی · کاژیمیرش کمیچیک                                                                               | مجارستان (HUN) · ایشتوان گیتسی · پیتر ویپی · میکلوش پانچیچ · پیتر یوهاش · لایوش سوچ · میهای کوزما · آنتال دونایی · لایوش کو · بلا ورادی · اده دونایی · لاسلو بلینت · لایوش کوچیش · کالمن توت · لاسلو برانیکوویتس · یوژف کوواچ · چابا ویداتش · ادام روترمل | اتحاد شوروی (URS) · اولگ بلوخین · مورتاز خورتسیلاوا · یوری ایستومین · وولودیمیر کاپلیچنی · ویکتور کولوتوف · یوگنی لووچف · سرگی اولشانسکی · یوگنی روداکوف · ویاچسلاف سمیونوف · گنادی یوریوژیخین · اوگانس زانازانیان · آندری یاکوبیک · آرکادی آندرئاسیان · رواز زودزواشویلی · یوژف سابو · یوری یلیسیف · وولودیمیر اونیشچنکو · آناتولی کوکسوف · ولادیمیر پیلگوی                               |
| فوتبال در بازی‌های المپیک تابستانی ۱۹۷۲ | لهستان (POL) · هوبرت کوستکا · زبیگنیف گوت · یرژی گورگون · زیگمونت آنچوک · لسواو چمیکیویچ · زیگمونت ماشچک · یرژی کراسکا · کازیمیرز دینا · زیگفرید شوتیشیک · ووجیمش لوبانسکی · روبرت گادوخا · ریشارد شیمچاک · آنتونی شیمانوفسکی · یواخیم مارکس · گژگوش لاتو · ماریان اوستافینسکی · کاژیمیرش کمیچیک                                                                               | مجارستان (HUN) · ایشتوان گیتسی · پیتر ویپی · میکلوش پانچیچ · پیتر یوهاش · لایوش سوچ · میهای کوزما · آنتال دونایی · لایوش کو · بلا ورادی · اده دونایی · لاسلو بلینت · لایوش کوچیش · کالمن توت · لاسلو برانیکوویتس · یوژف کوواچ · چابا ویداتش · ادام روترمل | آلمان شرقی (GDR) · یورگن کروی · مانفرد ساپف · کونراد وایزه · برند برانش · یورگن پومرنکه · یورگن اسپارواسر · هانس-یورگن کرایشه · یواخیم اشرایش · وولفگانگ زگوین · پتر دوکه · فرانک گانتسرا · لوتار کوربیووایت · ابرهارد فوگل · هارالد ایرمشر · رالف شولنبرگ · راینهارد هفنر · زیگمار وتسلیش                                                                                                 |
| فوتبال در بازی‌های المپیک تابستانی ۱۹۷۶ | آلمان شرقی (GDR) · هانس-اولریش گراپنتین · ویلفرید گروبنر · یورگن کروی · گرد اوبر · هانس-یورگن دورنر · کونراد وایزه · لوتار کوربیووایت · راینهارد لاوک · گرت هایدلر · راینهارد هفنر · هانس-یورگن ریدیگر · برند برانش · مارتین هوفمان · گرد کیشه · وولفرام لووه · هارتموت شاده · دیتر ریدل                                                                                       | لهستان (POL) · یان توماشفسکی · پیوتر مولیک · آنتونی شیمانوفسکی · یرژی گورگون · وویچخ رودی · ووادیسواف ژمودا · زیگمونت ماشچک · هنریک کاسپرچاک · رومان اوگازا · کاژیمیرش کمیچیک · کازیمیرز دینا · آندژی شارماخ · هنریک ویچورک · لسواو چمیکیویچ · یان بنیگیر · | اتحاد شوروی (URS) · ولادیمیر آستاپوفسکی · آناتولی کونکوف · ویکتور ماتوینکو · میخایلو فومنکو · استفان رشکو · ولدیمیر تروشکین · دیوید کیپیانی · وولودیمیر اونیشچنکو · ویکتور کولوتوف · وولودیمیر ورمیف · اولگ بلوخین · لئونید بوریاک · ولادیمیر فیودوروف · الکساندر مینایف · ویکتور زویاهینتسف · لئونید نازارنکو · الکساندر پروخوروف                                                         |
| فوتبال در بازی‌های المپیک تابستانی ۱۹۸۰ | چکسلواکی (TCH) · استانیسلاو سمان · لودک ماسلا · یوزف مازودا · لیبور رادیمتس · ازدنیک ریگل · پتر نماتس · لادیسلاو ویزک · یان برگر · ییندریخ اسووبودا · لوبومیر پوکلودا · ورنر لیکا · روستیسلاو واسلاویچک · یاروسلاو نتولیچکا · اولدریخ روت · فرانتیشک اشتامباخر · فرانتیشک کونزو                                                                                                | آلمان شرقی (GDR) · بودو رودوالایت · آرتور اولریش · لوتار هاوزه · فرانک اولیگ · فرانک باوم · رودیگر اشنوفاسه · فرانک ترلتسکی · وولفگانگ اشتاینباخ · یورگن برینگر · ورنر پیتر · دیتر کوهن · نوربرت تریلوف · ماتیاس مولر · ماتیاس لیبرس · برند جاکوبفسکی · وولف-رودیگر نتس | اتحاد شوروی (URS) · رینات داسایف · تنگیز سولاکولیدزه · الکساندر چیوادزه · واگیز خیدیاتولین · اولگ رومانتسف · سرگی شاولو · سرگی آندریف · وولودیمیر بسونوف · یوری گاوریلوف · فیودور چرنکوف · والری گازائف · ولادیمیر پیلگوی · سرگی بالتاچا · سرگی نیکولین · خورن هوهانیسیان · الکساندر پروکوپنکو                                                                                             |
| فوتبال در بازی‌های المپیک تابستانی ۱۹۸۴ | فرانسه (FRA) · ویلیام آیاش · میشل بنسوسا · میشل بیبار · دومینیک بیژوتا · فرانسوا بریسون · پاتریک کوبن · پاتریس گاراند · فیلیپ ژانول · گی لاکومب · ژان-کلود لموت · ژان-فیلیپ رور · آلبر روست · دیدیه سناک · ژان-کریستوف توفنل · ژوزه توره · دنیل زورب · ژان-لویی زانون | برزیل (BRA) · پینگا · داوی کورتس دا سیلوا · میلتون کروز · لوئیس انریکه دیاس · آندره لوئیس فریرا · مائورو گالوائو · تونیو ژیل · ژوئاون لیتهارت نتو · ژیلمار پوپوکا · سیلویو پایوا · ژیلمار رینالدی · آدمیر راکه کائفر · پائولو سانتوس · رونالدو مورایس سیلوا · دونگا · چیکئاون · لوئیز کارلوس وینک                                                                                   | یوگسلاوی (YUG) · میرساد بالییچ · محمد باژدارویچ · ولادو چاپلیچ · بوریسلاو کوتکوویچ · استیه‌پان دوریچ · میلکو دیوروفسکی · مارکو السنر · نناد گراچان · تومیسلاو ایوکوویچ · سرچکو کاتانیتس · برانکو میلیوش · میتار مرکلا · یوویتسا نیکولیچ · ایوان پودار · لیوبومیر رادانوویچ · آدمیر اسماییچ · دراگان استویکوویچ                                                                              |
| فوتبال در بازی‌های المپیک تابستانی ۱۹۸۸ | اتحاد شوروی (URS) · دمیتری خارین · گیل کاتاشویلی · ایگور اسکلیاروف · الکسی چردنیک · آرویداس یانونیس · وادیم تیشچنکو · یوگنی کوزنتسوف · ایگور پونوماریوف · الکساندر بورودیوک · ایگور دوبروولسکی · وولودیمیر لیوتی · ایوگنی یاروونکو · سرگی فوکین · ولادیمیر تاتارچوک · الکسی میخایلیچنکو · الکسی پرودنیکوف · ویکتور لوسف · سرگی گورلوکویچ · یوری ساویچف · آرمیناس ناربکوواس     | برزیل (BRA) · آدمیر راکه کائفر · آلوسیو پیرس آلوز · آندراده · ژوئاون باتیستا ویانا سانتوس · ببتو · کارکا · آندره کروز · ادمار برنارس · جیووانی فاریا دا سیلوا · سرجیو لوئیز دونیزتی · ژورژینیو · میلتون لوئیز ده سوزا فیلیو · نتو · روماریو · کلودیو تافارل · لوئیز کارلوس وینک · ریکاردو گومز · مازینهو · والدو فیلو · خوزه کارلوس دا کوستا آراخو                                  | آلمان غربی (FRG) · الیور رک · میشائل شولتز · آرمین گورتس · وولفگانگ فونکل · توماس هورسترر · اولاف یانزن · رودی بومر · هولگر فاخ · یورگن کلینزمن · ولفرام ووتکه · فرانک میل · اووه کمپس · رولاند گراهامر · توماس هسلر · کریستین شرایر · فریتس والتر · رالف سیوارس · گردهارد کلپینگر · کارل-هاینتس ریدله · گونار زاوئر                                                                       |
| فوتبال در بازی‌های المپیک تابستانی ۱۹۹۲ | اسپانیا (ESP) · خوزه امیلیو آماویسکا · رافائل برگس · سانتیاگو کانیایزارس · آبلاردو فرناندز · آلبرت فرر · پپ گواردیولا · میگل هرناندز · تونی خیمنز · میکل لاسا · خوان مانوئل لوپز · خاویر مانخارین · لوییس انریکه · کیکو · آلفونسو پرز · آنتونیو پینیا · فرانسیسکو سولر آتنسیا · گابریل ویدال · روبرتو سولوزابال · داوید ویابونا · پاکی                                         | لهستان (POL) · داریوش آدامچوک · مارک بایور · یرژی بژنچک · مارک کوژمینسکی · داریوش گنشور · مارچین یاووخا · توماش واپینسکی · توماش واودوخ · الکساندر کواک · آندژی کوبیلانسکی · ریشارد استانیک · وویچخ کوالچیک · آندژی یوسکوویاک · گژگوش میلکارسکی · پیوتر شویرسزوسکی · میروسواو مالیگورا · داریوش کوسوا · آرکادیوش اونیشکو · داریوش شوبرت · توماش ویشچیسکی                            | غنا (GHA) · یواخیم یاو · سیمون آدو · سامی ادجی · مکسول کونادو · مامود آمادو · آیزاک آساره · فرانک آمانکوا · نی لامپتی · برنارد آریی · کوام آیو · محمد گارگو · محمد درامانی کالیلو · ابراهیم دوسی · ساموئل کافور · ابلاد کوما · آنتونی منسا · الکس نیارکو · یاو پرکو · شامو کوئی · اولی رحمان                                                                                               |
| فوتبال در بازی‌های المپیک تابستانی ۱۹۹۶ | نیجریه (NGR) · دنیل آموکاچی · امانوئل آمونیکه · تیجانی بابانگیدا · کلستین بابایارو · امانوئل بابایارو · تسلیم فاتوسی · ویکتور ایکپبا · دوسو جوزف · نوانکو کانو · گاربا لاوال · آبیودون اوبافمی · کینگزلی اوبیکوو · اوچه اوکچوکوو · جی-جی اوکوچا · ساندی اولیسه · موبی اوپاراکو · ویلسون اوروما · تاریبو وست                                                                    | آرژانتین (ARG) · ماتیاس آلمیدا · روبرتو آیالا · کریستیان باسداس · کارلوس بوسیو · پابلو کاوایرو · خوزه چاموت · ارنان کرسپو · مارسلو دلگادو · مارچلو گالاردو · کلودیو لوپز · گوستاوو آدریان لوپز · اوگو مورالس · آریل ارتگا · پابلو باس · ماوریسیو پیندا · روبرتو سنسینی · دیه‌گو سیمئونه · خاویر زانتی                                                                                | برزیل (BRA) · دیدا · زه ماریا · آلدایر · رونالدو گویارو · فلاویو کونسیسائو · روبرتو کارلوس · ببتو · آمارال · رونالدو · ریوالدو · ساویو · دانرلی · نارسیسو دوس سانتوس · آندره لوئیز موریرا · زی الیاس · مارسلینیو پوئالیستا · لوئیز بومبانتو گولارت · جونینو پائولیستا |
| فوتبال در بازی‌های المپیک تابستانی ۲۰۰۰ | کامرون (CMR) · ساموئل اتوئو · سرژ میمپو · کلمن بو · آرون انگویمبات · جوئل اپاله · مودست امبامی · پاتریس آباندا · نیکولاس النودجی · دنیل بکونو · سرژ برانکو · لورن اتامه مایر · کارلوس کامنی · پاتریک ام‌بوما · آلبرت میونگ · دنیل نگوم کوم · جرمی ان‌جی‌تاپ · پاتریک سوفو · پی‌یر وومه                                                                                             | اسپانیا (ESP) · داوید آلبلدا · ایبان آمایو · میگل آنخل آنگولو · دانیل آرانسوبیا · خوان کاپدویلا · جوردی فررون · گابری گارسیا · ژاوی هرناندز · خسوس مایا لاکروس · آلبرت لوکی · کارلوس مارچنا · لیپه ارتیس · کارلس پویول · خوسه ماری · اسمائیل روئیس · رائول تامودو · تونی بلاماسان · اونای برگارا                                                                                    | شیلی (CHI) · پدرو ریس · نلسون تاپیا · ایوان زامورانو · خاویر دی گرگوریو · کریستیان آلوارس · فرانسیسکو آروئه · پابلو کانتره ریس · سباستین گونسالس · داوید انریکس · مانوئل ایبارا · کلاودیو مالدونادو · رینالدو ناویا · رودریگو نونیز · رافائل اولارا · پاتریسیو اورمازابال · دیوید پیزارو · رودریگو تلو · ماوریسیو روخاس تورو                                                               |
| فوتبال در بازی‌های المپیک تابستانی ۲۰۰۴ | آرژانتین (ARG) · خرمان لوکس · ویلی کابایرو · روبرتو آیالا · فابریسیو کولوچینی · گابریل هاینزه · کلمنته رودریگز · لئاندرو فرناندز · خاویر ماسچرانو · کیلی گونزالز · آندرس دی‌الساندرو · لوچو گونزالز · نیکولاس مدینا · سزار دلگادو · کارلوس توس · مائورو روسالس · خاویر ساویولا · ماریانو گونزالس · لوسیانو فیگوروا                                                              | پاراگوئه (PAR) · رودریگو رومرو · امیلیو مارتینس · جولیو سزا منزور · کارلوس گامارا · خوسه دواکا · سلسو اسکیول · پابلو خیمنس · ادگار بارتو · فردی باریرو · دیگو فیگردو · اورلیانو تورس · پدرو بنیتس · خولیو سزار انسیسو · خولیو گونسالس · ارنستو کریستالدو · اوسوالدو دیاس · خوزه کاردوسو · دیگو بارتو                                                                                | ایتالیا (ITA) · ایوان پلیزولی · مارکو آملیا · امیلیانو مورتی · ماتئو فرراری · آندره‌آ بارتزالی · چزاره بووو · جورجو کیه‌لینی · دنیله بونرا · جیامپیرو پینزی · آنجلو پالومبو · آندره‌آ پیرلو · دنیله د روسی · مارکو دونادل · آلبرتو جیلاردینو · سیمونه دل نرو · جوزپه اسکولی · آندره‌آ گازبارونی · جیاندومنیکو مستو                                                                             |
| فوتبال در بازی‌های المپیک تابستانی ۲۰۰۸ | آرژانتین (ARG) · اسکار اوستاری · ازکیل گارای · فابیان مونسون · پابلو سابالتا · فرناندو گاگو · فدریکو فازیو · خوزه سوزا · اور بانگا · ازکیل لاوزی · خوان رومان ریکلمه · آنخل دی ماریا · نیکولاس پارخا · لاتارو آکوستا · خاویر ماسچرانو · لیونل مسی · سرخیو آگوئرو · دیگو بونانوتی · سرخیو رومرو · نیکلاس ناوارو                                                                 | نیجریه (NGR) · آمبروسه وانزکین · چیبوزور اوکونکوو · اونیکاچی آپام · دنیل ادیلی · موندای جیمز · چیندو اوباسی · سانی کیتا · ویکتور اوبینا · آیزاک پرومس · سالمن اوکورونکوو · اولوافمی آجبیلور · اولوبایو آدفمی · پیتر اودموینگی · افه آمبروز · ویکتور انیچبه · امانوئل اکپو · ایکچوکوا ازنوا · اولاداپو اولوفمی                                                                       | برزیل (BRA) · دیگو آلوس · رنان برتیو سوارس · رافینیا · آلکس سیلوا · تیاگو سیلوا · مارسلو · ایلسینیو · برنو بورژس · هرنانس · اندرسون · لوکاس لیوا · رونالدینیو · رامیرس · دیگو ریباس · تیاگو نوز · الکساندر پاتو · رافائل سوبیس · ژو |
| فوتبال در بازی‌های المپیک تابستانی ۲۰۱۲ | مکزیک (MEX) · خوزه ده خسوس کورونا · اسرائیل خیمنز · کارلوس سالسیدو · هیرام میر · داروین چاوز · هکتور هررا · خاویر کورتس · مارکو فابیان · اوریبه پرالتا · جیووانی دوس سانتوس · خاویر آکینو · رائول خیمنز · دیگو انتونیو ریس · خورخه انریکز · نسترو ویدریو · میگل آنخل پونسه · نسترو آراخو · خوزه آنتونیو رودریگز                                                                | برزیل (BRA) · گابریل · رافائل دا سیلوا · تیاگو سیلوا · ژوان ژسوس · ساندرو · مارسلو · لوکاس مورا · رومولو بورگاس مونتیرو · لئاندرو دامیائو · اسکار · نیمار · هالک · برونو یووینی · دانیلو · آلکس ساندرو · گانسو · الکساندر پاتو · نتو | کره جنوبی (KOR) · جونگ سونگ-ریونگ · اوه جائه سوک · یان سوک-یونگ · کیم یونگ-گوون · کیم کی-هی · کی سونگ یونگ · کیم بو-کیونگ · باک سونگ دونگ · جی دونگ-وون · پارک چو-یونگ · نام تائه-هی · هوانگ سئوک-هو · کو جاچئول · کیم چانگ-سو · پارک جونگ-وو · جونگ وو-یونگ · کیم هیون-سونگ · لی بوم-یونگ                                                                                                 |
| فوتبال در بازی‌های المپیک تابستانی ۲۰۱۶ | برزیل (BRA) · وورتون پریرا دا سیلوا · زکا · رودریگو کایو · مارکینیوس · رناتو آگوستو · داگلاس سانتوس · لوان وییرا · رافینیا آلکانترا · گابریل باربوسا · نیمار · گابریل ژسوس · والاس · ویلیام · لوان گارسیا · رودریگو دورادو · تیاگو مایا · فیلیپه اندرسون · اویلسون · | آلمان (GER) · تیمو هان · جرمی تولیان · لوکاس کلوسترمن · ماتیاس گینتر · نیکلاس زوله · سون بندر · مکس مایر · لارس بندر · دیوی زلکه · لئون گورتسکا · یولیان برانت · یانیک هوت · فیلیپ ماکس · روبرت باور · مکس کریستینزن · گریشا پرومه · سرژ گنابری · نیلس پترسن · اریک اولشلاگل | نیجریه (NGR) · دنیل اکپیی · ست سینسیر · کینگزلی مادو · شهو عبداللهی · ساتاردی اریمویا · ویلیام تروست اکنگ · امینو عمر · پیتر اتبو · ایموه ازکیل · جان اوبی میکل · جونیور آجایی · سالیو پوپولا · عمر صدیق · آزوبویکه اوکچوکو · اندیفرکه اودو · استنلی آموزی · محمد عثمان ادو · امانوئل دانیل ·                                                                                              |
| فوتبال در بازی‌های المپیک تابستانی ۲۰۲۰ | برزیل (BRA) · سانتوس نتو · گابریل منینو · دیه‌گو کارلوس · ریکاردو گراسا · دوگلاس لوییز · گیلرمه آرانا · پائولینیو · برونو گیمارائش · ماتئوس کنها · ریشارلیسون · آنتونی · برنو · دنی آلوز · برونو فوچز · نینو · ابنر وینیسیوس · مالکوم · ماتئوس هنریکه · رینییر · کلادینیو · گابریل مارتینلی · لوکائو                                                                            | اسپانیا (ESP) · اونای سیمون · اسکار مینگوئزا · مارک کوکوریا · پائو تورس · خسوس وایخو · مارتین زوبیمندی · مارکو آسنسیو · میکل مرینو · رافا میر · دنی سبایوس · میکل اویارزابال · اریک گارسیا · آلوارو فرناندز یورنته · کارلوس سولر · خون مونکایولا · پدری · خاوی پوادو · اسکار گیل · دنی اولمو · خوان میراندا · برایان گیل · ایوان ویار                                               | مکزیک (MEX) · وئیس مالاگون · خورخه سانچس · سزار مونتس · خسوس آلبرتو آنگولو · خوان واسکس · ولادیمیر لورونیا · لوئیس رومو · کارلوس آلبرتو رودریگس · هنری مارتین · دیگو لاینس · الکسیس وگا · آدریان مورا · گیرمو اوچوا · اریک آگیره · اوریل آنتونا · خوسه خواکین اسکیول · سباستین کوردووا · ادواردو آگیره · خسوس ریکاردو آنگولو · فرناندو بلتران · روبرتو آلوارادو · سباستین خورادو           |

## زنان
| بازی‌ها                                 | طلا | نقره | برنز |
| فوتبال در بازی‌های المپیک تابستانی ۱۹۹۶ | ایالات متحده آمریکا (USA) · مری هاروی · سیندی پارلو کون · کارلا اوربک · تیفانی رابرتس · برندی کاستین · استیسی ویلسون · شانون مک‌میلان · میا هام · میچل ایکرز · جولی فائودی · کرین جنینگز-گبرا · کریستین لیلی · جوی فاست · تیشا ونچورینی · تیفنی میلبرت · بریانا اسکری                                                        | چین (CHN) · ژونگ هونگلیان · وانگ لیپینگ · فان یونچیه · یو هونگچی · شیه هویلین · ژائو لیهونگ · وی هایینگ · شوی چینگشیا · سون ون · لیو آیلینگ · سون چینگمی · ون لیرونگ · لیو یینگ · چن یوفنگ · شی گویهونگ · گائو هونگ | نروژ (NOR) · بنته نوردبی · آگنته کارلسن · گرو اسپست · نینا نیمارک آندرشن · مرته میکلبوست · هگه ریسه · آنه نیمارک آندرشن · هیدی استور · ماریانه پترشن · لیندا مدالن · بریت سانداونه · چشتی تون · تینا اسونسون · تون هاگن · ترینه تانگراس · ان کریستین آرونس · تونه گون فروستول · ریدون ست · اینگرید استرنهوف                           |
| فوتبال در بازی‌های المپیک تابستانی ۲۰۰۰ | نروژ (NOR) · گرو اسپست · بنته نوردبی · ماریانه پترشن · هگه ریسه · کریستین بکوولد · رانهیلد گولبراندسن · سولوای گولبراندسن · مارگون هاوجنس · اینبور هولاند · کریستینه بو ینسن · سیلیه یورگنسن · مونیکا کنودسن · گوریل کرینگن · اونی لن · داگنی ملگرن · آنیتا راپ · بریت سانداونه · بنته کویتلاند                             | ایالات متحده آمریکا (USA) · برندی کاستین · جوی فاست · جولی فائودی · میا هام · کریستین لیلی · تیفنی میلبرت · کارلا اوربک · سیندی پارلو کون · بریانا اسکری · لوری فر · شانون مک‌میلان · سیری مالینیکس · کریستی رامپون · نیکی سرلنگا · دنیل اسلاتون · کیت مارکگرف · سارا ویلن                                                                                     | آلمان (GER) · آریان هینگست · ملانی هافمن · اشتفی جونز · رناته لینگور · مارن ماینارت · زاندرا مینرت · کلاودیا مولر · بیرگیت پرینتس · زیلکه روتنبرگ · کرستین اشتیگمان · بتینا ویگمن · تینا ووندرلیش · نیکول برندبوزمایر · نادین آنگرر · دوریس فیتشن · ژانت گوته · استفانی گوتشلیچ · اینکا گرینگز                                        |
| فوتبال در بازی‌های المپیک تابستانی ۲۰۰۴ | ایالات متحده آمریکا (USA) · بریانا اسکری · هدر میتس · کریستی رامپون · کت وایتهیل · لیندسی تارپلی · برندی کاستین · شانون باکس · آنجلا هاکلز · میا هام · الی وگنر · جولی فائودی · سیندی پارلو کون · کریستین لیلی · جوی فاست · کیت مارکگرف · ابی وامباک · هدر اورایلی · کریستین لوکنبیل                                        | برزیل (BRA) · آندریا سونتاکی · مارلیسا والبرینک · مونیکا آنژلیکا ده پائولا · تانیا ماریا پریرا ریبیرو · ژولیانا کابرال · دنیلا آلوس لیما · روسانا دوس سانتوس آوگوستو · رناتا کوستا · الینه پلگرینو · فورمیگا · الین اایسترالا مورا · مایکون · پریتینیا · مارتا · کریستیان · روسلی ده بلو · دیان دا روشا · گرازیلی                                             | آلمان (GER) · زیلکه روتنبرگ · کرستین اشتیگمان · کرستین گرفریکس · اشتفی جونز · سارا گونتر · ویولا اودبرشت · پیا ووندرلیش · پیترا ویمبرسکی · بیرگیت پرینتس · رناته لینگور · مارتینا مولر · ناوینا اومیلاد · زاندرا مینرت · ایزابل باخور · زونیا فوس · کنی پولرز · آریان هینگست · نادین آنگرر                                            |
| فوتبال در بازی‌های المپیک تابستانی ۲۰۰۸ | ایالات متحده آمریکا (USA) · هوپ سولو · هدر میتس · کریستی رامپون · ریچل بیولر · لیندسی تارپلی · تاشا کائی · شانون باکس · ایمی رودریگز · هدر اورایلی · الی وگنر · کارلی لوید · لارن هالیدی · توبین هیت · استفانی کاکس · کیت مارکگرف · آنجلا هاکلز · لوری چالوپنی · نیکول بارنهارت                                             | برزیل (BRA) · آندریا سونتاکی · سیمونه ژاتوبا · آندریا روسا ده آندراده · تانیا ماریا پریرا ریبیرو · رناتا کوستا · مایکون · دنیلا آلوس لیما · فورمیگا · ایستر آپارسیده دوس سانتوس · مارتا · کریستیان · باربارا · فرانسیلی · پریتینیا · فابیانا دا سیلوا سیموئس · اریکا · ماورینه دورنلس گونسالویس · روسانا دوس سانتوس آوگوستو                                   | آلمان (GER) · نادین آنگرر · کرستین اشتیگمان · ساسکیا بارتوسیاک · بابت پیتر · آنیک کران · لیندا برزونیک · ملانی بیرینگر · زاندرا اسمیزک · بیرگیت پرینتس · رناته لینگور · آنیا میتاگ · اورسولا هول · زیلیا ششیچ · زیمون لاودر · فاتمیر آلوشی · کنی پولرز · آریان هینگست · کرستین گرفریکس                                                |
| فوتبال در بازی‌های المپیک تابستانی ۲۰۱۲ | ایالات متحده آمریکا (USA) · هوپ سولو · هدر میتس · کریستی رامپون · بکی سائربرن · کلی اوهارا · امی لپیلبت · شانون باکس · ایمی رودریگز · هدر اورایلی · کارلی لوید · سیدنی لرو · لارن هالیدی · الکس مورگان · ابی وامباک · مگان رپینو · ریچل بیولر · توبین هیت · نیکول بارنهارت                                                  | ژاپن (JPN) · میهو فوکوموتو · یوکاری کینکا · آزوسا ایواشیمیزو · ساکی کوماگای · آیا سامشیما · میزوهو ساکاگوچی · کوزوه آندو · آیا میاما · ناهومی کاواسومی · ساوا همر · شینوبو اونو · کیوکو یانو · کارینا مارویاما · آسونا تاناکا · مگومی تاکاسه · مانا ایوابوچی · یوکی ناگازاتو · آیومی کایهوری                                                                  | کانادا (CAN) · کارینا لابلانک · امیلی زورر · چلسی استوارت · کارملینا موسکاتو · رابین گیل · کیلین کایل · ریان ویلکینسون · دیانا ماتسون · کندیس چپمن · لارن سسلمان · دزیره اسکات · کریستین سینکلر · سوفی اشمیت · ملیسا تانکردی · کلی پارکر · جونل فیلینیو · بریتنی بکستر · ارین مک لئود · ملانی بوث · ماری ایو نولت                     |
| فوتبال در بازی‌های المپیک تابستانی ۲۰۱۶ | آلمان (GER) · الموت شولت · یوزفینا هنینگ · ساسکیا بارتوسیاک · لیونی مایر · آنیک کران · زیمون لاودر · ملانی بیرینگر · لینا گوسلینگ · الکساندرا پاپ · جنیفر ماروژان · آنیا میتاگ · تابی کمه · سارا دیبریتز · بابت پیتر · مندی ایسلاکر · ملانی لویپلتز · ایزابل کرووسکی · لاورا بنکارت · سوونیا هوت                            | سوئد (SWE) · یونا آندرشون · امیلیا برودین · کسواره اسلانی · اما برگلوند · استینا بلکستنیوس · هیلدا کالین · لیسا دالکویست · ماگدالنا اریکسون · نیلا فیشر · پائولین هامارلاند · سوفیا یاکوبسن · هدویگ لیندال · فریدولینا رولفو · الین روبنسون · جسیکا ساموئلسون · لوتا شلین · کارولین سگر · لیندا سمبرنت · اولیویا اسکوگ                                        | کانادا (CAN) · استفانی لبه · آلیشا چاپمن · کادیشا بیوکانان · شلینا زادورسکی · ربکا کوین · دین رز · ریان ویلکینسون · دیانا ماتسون · خوزه بلانگر · اشلی لارنس · دزیره اسکات · کریستین سینکلر · سوفی اشمیت · ملیسا تانکردی · نیشل پرنس · جانین بکی · جسی فلمینگ · سابرینا د آنجلو                                                        |
| فوتبال در بازی‌های المپیک تابستانی ۲۰۲۰ | کانادا (CAN) · استفانی لبه · آلیشا چاپمن · کادیشا بیوکانان · شلینا زادورسکی · ربکا کوین · دین رز · جولیا گروسو · جید ریویر · آدریانا لئون · اشلی لارنس · دزیره اسکات · کریستین سینکلر · اولین وین · ونسا جیلز · نیشل پرنس · جانین بکی · جسی فلمینگ · کایلین شریدن · جوردین هویتما · سوفی اشمیت · گابریل کارل · ارین مک لئود | سوئد (SWE) · هدویگ لیندال · یونا آندرشون · اما کولبری · هانا گلاس · هانا بنیسون · ماگدالنا اریکسون · مادلین یانوگی · لینا هورتیگ · کسواره اسلانی · سوفیا یاکوبسن · استینا بلکستنیوس · جینفر فالک · آماندا آیلستد · ناتالی بیورن · اولیویا اسکوگ · فیلیپا آنگلدال · کارولین سگر · فریدولینا رولفو · آنا آنوگورد · یولیا رودار · ربکا بلومکویست · زچیرا موشوویچ | ایالات متحده آمریکا (USA) · آلیسا نایر · کریستال دان · سم میواس · بکی سائربرن · کلی اوهارا · کریستی مویس · توبین هیت · جولی جانستن · لیندزی هورن · کارلی لوید · کریستن پرس · تییرنا دیویدسون · الکس مورگان · امیلی سانت · مگان رپینو · رز لاوله · ابی دالکمپر · آدریانا فرانچ · کاتارینا ماکاریو · کیسی شورت · لین ویلیامز · جین کمپل |